# Дом моего отца
«Дом моего отца» (кирг. «Атамдын үйү») — повесть советского писателя Фёдора Самохина, выпущенная в 1963 году Киргизским государственным издательством. В творческой биографии автора это третья книга о Кыргызстане. Написана она была тогда на современном материале и повествует о людях одного района республики. Дальнейшее развитие самосознания личности, проникновение в работу и быт прогрессивных начал, борьба против всего косного и отжившего, морально-этические проблемы воспитания молодёжи — далеко не полный, по мнению исследователей, перечень проблем, затрагиваемых в повести.
В 1961 году в журнале «Вопросы литературы» было сообщено о публикации отрывка повести «Дом моего отца» Ф. Самохина в журнале «Литературный Киргизстан». Первый министр культуры Киргизской ССР, восьмой председатель Верховного Совета Киргизской ССР Абдыкаир Казакбаев отнёс повесть к произведениям, которые «говорят о росте киргизской литературы». В издательстве «Кыргызстан», где вышла повесть, назвали язык повести «ярким». Критик и литературовед Г. Н. Хлыпенко из Киргизского национального университета, написал о «несомненных творческих исканиях писателя», однако раскритиковал писателя за «схематичность» в изображении характеров персонажей.

## Сюжет
Темирбеку не было ещё и пяти лет, когда он остался сиротой. Великая Отечественная война отняла у него отца, мать и детство. Волею судьбы он оказался в Москве, в семье ткачихи Федосьи Михайловны, и обрёл здесь второй дом. Время стёрло в памяти и хорошее, и плохое, только где-то теплились воспоминания о горах, о зелёных ёлках на берегу реки и о домике на бугре. Почти шестнадцать лет воспитывался Темирбек у Федосьи Михайловны: окончил школу, поступил в Тимирязевку, — прежде чем счастливый случай не помог ему встретиться со своим дедом — знатным чабаном из Кыргызстана. Так Темирбек, сын погибшего на фронте пограничника Асана, возвратился к себе на родину, в отчий дом. Возвратился, чтобы работать, продолжать дело отца.

## Характеристика героев

### Темирбек

Главный герой повести Темирбек и Нина. Художник В. Попов

Главный герой повести — Темирбек. Встречается читатель с ним на первой странице, когда он только вступил в должность секретаря райкома комсомола. Мужающий характером и в карьере, по долгу службы Темирбек находится в гуще жизни. Исследователи повести полагают, что если судить о нём по анкетным данным, то он безупречен: умён, честен и проницателен, однако «такая арифметическая сумма отдельных черт ещё не есть характер. Это только схема, скелет, который необходимо облечь ещё облечь плотью, вдохнуть в него жизнь. А вот это Ф. Самохину как раз и не удаётся». Темирбек, только севший за стол секретаря райкома комсомола, попадает в атмосферу всеобщего любования. Даша Горина, второй секретарь, «невольно любуется» его внешностью: «Всё хорошо было в нём — чистая матовая кожа, тёмно-карие глаза, густые брови», разлёт которых был «стремительный, как крылья беркута в полёте». Молодая сельская учительница Нина, «девушка центральной России», восхищается его искусством танцевать. Его дедушка и бабушка и души не чают во внуке.
Исследователи отмечают сцену, где Темирбек приходит на танцплощадку. Там ему задают вопрос, можно ли ходить секретарю на танцы. «Думаю, что секретарю можно делать всё, что хорошо», — отвечает Темирбек. Но, приглядевшись к одному пареньку, замечает тёмное пятнышко на месте, где был прикреплён значок. «Он отозвал паренька в сторону и спросил: — Где комсомольский значок? — Никто не носит, и я снял. — Ну, ну, танцуй, — ответил комсомольский секретарь». Исследователи отмечают, что герой интересуется этим только потому, что так положено секретарю, «а вот читать мораль на танцплощадке, видимо, уже неудобно». По их мнению, в Темирбеке «очень много не от живого человека, а от условной схемы», и потому он и выглядит таким бесплотным. Также они считают, что его жесты обезличены, «не являются в должной степени характерными», лишены эмоциональной выразительности: «Темирбек поднялся, шагнул по солнечному коврику и подошёл к двери. Приоткрыл, позвал…».
По ходу развития сюжета автор ставит Темирбека в самые различные ситуации. Читатель видит его за рабочим столом и в домашней обстановке, на собрании и наедине с девушкой, в тракторной бригаде и на комсомольской свадьбе. Однако, полагают исследователи, герой во всех ситуациях «одинаково прямолинеен и риторичен». Темирбек решает все свои задачи так, будто ему с самого начала всё просто и ясно, не ощущается работа его ищущей мысли, его усилий и его творчества. Его мысль движется по «готовым, накатанным колеям», а речи не способны воодушевлять людей, духовно обогащать их. Большей частью они даны в «протокольном» изложении автора, «и от этого выглядят ещё более казённо», полагают исследователи. Например: «Задача дня — отделить личный скот от колхозного, создать бригаду „лёгкой кавалерии“, пойти работать чабанами, доярками, свинарками».
Изображение характеров в произведении — сложнейшая творческая работа. Она может быть только тогда плодотворной, когда писатель смотрит на своих героев не как на вместилище идей, которое надо утвердить или опровергнуть, а как на живых людей, утверждающих и опровергающих те или иные идеи своими поступками, мыслями переживаниями. И там, где Ф. Самохин сбивается с этого единственно верного пути, его неизменно постигают неудачи. Так получилось с образом Темирбека и ещё целым рядом персонажей, которые, несмотря на то, что щедро наделены превосходными «качествами», всё же лишены лишены полноты и красок жизни. Это, говоря словами Белинского, не характеры, а «реторические олицетворения добродетелей». Таковы, например, учительница Нина, доярка Мария Перегудова, в известной степени и Данияров — секретарь райкома партии.

### Ахметов
Известно, что художественный образ, возникнув из фантазии писателя, в силу своей объективности начинает жить по собственной логике и нередко выходит из-под контроля художника. Точно в таких «неладах» со своим персонажем оказался и Ф. Самохин. Правда, в конце повести он всё-таки «понижает» Ахметова в должности. Но, если исходить не из желания автора, а из логики образа, то надо признать, что самохинский Ахметов «отделался» сравнительно легко.
Председатель райисполкома Ахметов костный и недалёкий руководитель, умеющий только «нажимать» на подчинённых и «протирать с песочком», воспринимается, по мнению исследователей, «безусловно, как живая, а не схематичная фигура». Что бы он ни говорил, что бы ни делал, «мы узнаём в нём именно этого, а не другого человека». Первое знакомство читателя с Ахметовым происходит «заочно». Сначала читатель узнаёт из слов Даши Гориной, что Ахметов настаивал на исключении из комсомола оклеветанного работника. Этого достаточно, как полагают исследователи, чтобы у читателя сложилось «определённое мнение». Затем, происходит «очное» знакомство, где это мнение подтверждается. В ходе дальнейшего развития событий читатель окончательно убеждается, что Ахметов действительно «чёрствый и поверхностный» человек. Все его действия подчёркнуто экспрессивны: «раздражённо сказал», «резко спросил», «шумно встал», «тяжело опёрся о крышку стола». Он наделён рядом запоминающихся черт. В пример исследователи привели его привычку здороваться по образному выражению автора: «он не жал руки, а давал пожать». В повести также приведены детали, характеризующие Ахметова как руководителя, «отгороженного от жизни» — дом его находится за высоким дувалом, окон кабинета также не видно из-за дощатой стены. Литературоведы полагают, что Ахметов задуман как противоречивый характер, и это подчёркнуто уже в самой его внешности: у него «пышные усы с опущенными вниз концами — признак добродушия, спокойствия» и жёсткие, словно иглы ежа, волосы — «признак, как в народе говорят, крутого, своевольного характера». По замыслу автора, в Ахметове должно уживаться хорошее с плохим, «причём хорошего даже больше».

### Другие герои
Исследователи выделяют второстепенного героя Даниярова. В отличие от Темирбека, он не обладает привлекательной внешностью, слаб здоровьем — потерял его во время Великой Отечественной войны: «Сражался Данияров на Харьковском направлении разведчиком. Отходил, скрепя сердце, до Волги. Победу встретил в Берлине». По их мнению, «жизни и художественной убедительности в нём куда больше», ведь человек большого жизненного опыта, Данияров не только учит других, но и постоянно учится сам, а потому считает не зазорным признать пробел в своих знаниях. Он самокритичен, прост в обращении с людьми, но не либерален. «Пожалуй, характер Даниярова мог бы получиться более убедительным, но обрисован он как-то блекло, „на ходу“». Здесь исследователи признают, что Ф. Самохин всё же в силах выбраться из «схематизма»: «Да, и целом рядом других, менее риторических образов он наглядно это подтверждает». Из других запоминающихся персонажей, «явно взятых писателем из жизни, а не выведенных по готовой формуле», отметили и Игнашу Новикова — запальчивого, «неуёмного парня», способного ради правого дела в борьбе с ахметовыми даже самовольничать. Затем, исследователи обратили внимание на «сердитого хозяина» тракторной бригады Ивана Волкова, с его «оригинальным методом» встречи гостей: «На машине приехал — большой начальник, на лошади — чуть пониже, а пешком — совсем неавторитетный». Также колоритна фигура колхозного председателя Саякбаева — «очковтирателя и собственника». В своём стремлении возвысится Саякбаев не останавливается даже перед преступными средствами.

## Анализ и критика

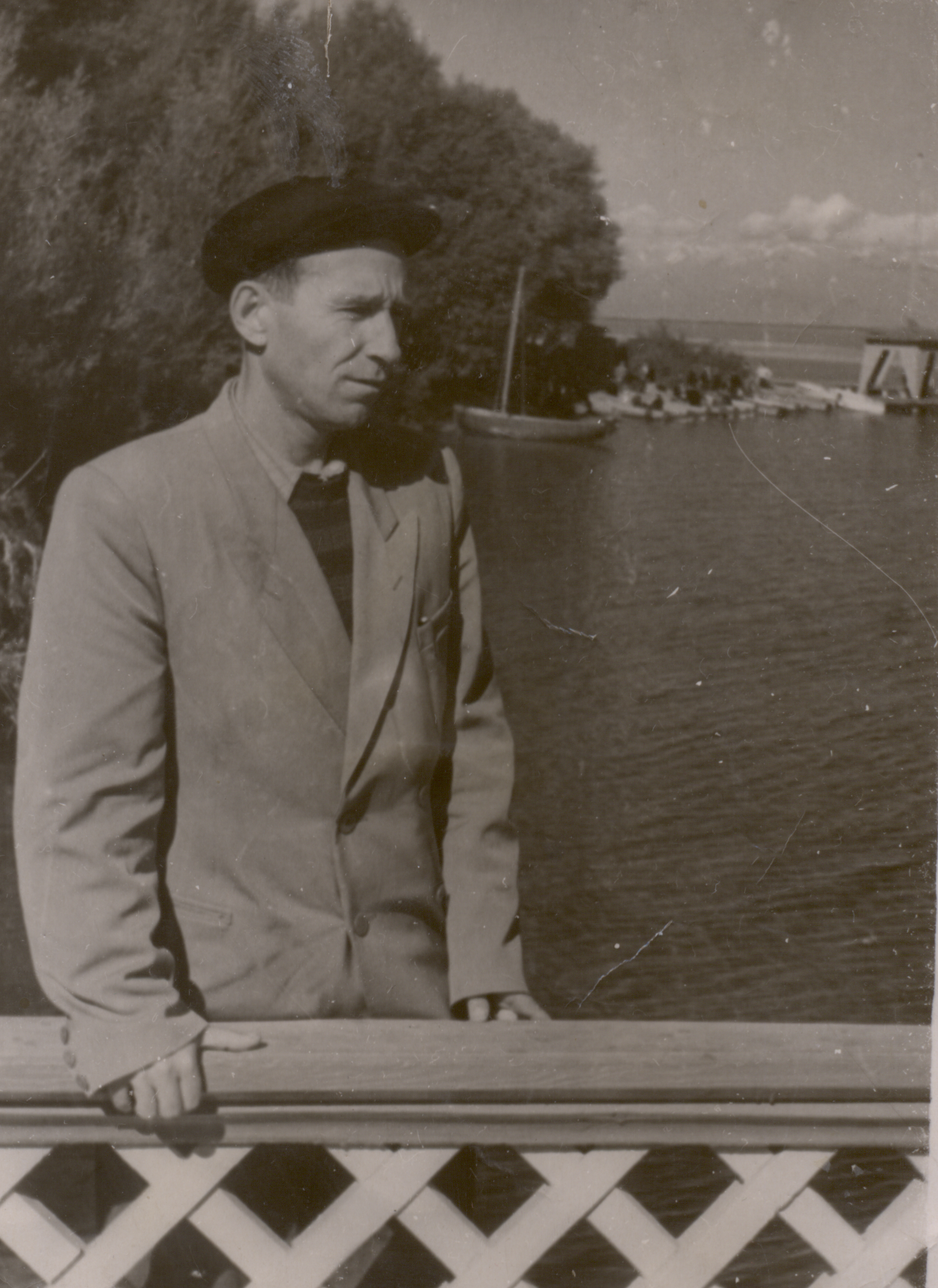
Фёдор Самохин, автор повести

Критик и литературовед Г. Н. Хлыпенко (Киргизский государственный университет) в своей рецензии на повесть «Дом моего отца» Ф. Самохина, опубликованной в журнале «Литературный Киргизстан», отметил ряд художественных особенностей произведения. На его взгляд, корень риторизма положительных героев повести следует искать в том, что все их действия совершаются по одному признаку: пришёл, увидел, победил. Свои «победы» они завоёвывают, как правило, без боя, без напряжения всех сил ума и воли. Пример с Темирбеком: достаточно ему было приехать в бригаду Волкова, как в тот же день на комсомольском собрании он «со всеми подробностями рассказал о положении в тракторной бригаде» и вмиг уладил все вопросы: «повернул лицом к молодёжи» колхозного председателя, убедил комсомольцев в необходимости пойти работать прицепщиками и привёл всех в восхищение своими организаторскими способностями.
Достаточно было Темирбеку встретиться со старым Исмаилом-аке, который считает, что женщинам грамота ни к чему и потому запретил своей дочери Райхан ходить в школу, да ещё и намеревается выдать замуж против её воли, — и Исмаил-аке сразу же освобождается от пережитков. Одинаково легко и просто Темирбек решает вопросы и в личной жизни. Так, получив от любимой девушки письмо с упрёками за то, что он не возвращается за ней в Москву, Темирбек сразу же выносит категорический приговор: «Любил ли он Галину? Любила ли она его? Нет, не любила…». Главный герой повести, по его мнению, выступает лишь в роли помощника обстоятельств. Темирбек, который с лёгкостью выходит победителем из всех ситуаций, пока обстоятельства на его стороне. Однако стоит им обернуться против, как герой с такой же лёгкостью сдаётся. Случилось так, что врагам Темирбека удалось оклеветать, обвинить его во взяточничестве. Председатель Саякбаев, уличённый в хищении колхозного скота, решает отомстить Темирбеку и прибегает к хитрой уловке: якобы в знак благодарности от имени реабилитированного при содействии Темирбека одного честного работника Саякбаев присылает ему тушу барана и два мешка муки, а потом сам же пишет донос. Не имея никаких доказательств в своё оправдание, Темирбек «вынужден был сдаться на милость… обстоятельств. И почему-то все без исключения поверили клевете. Темирбека сняли с работы». Г. Н. Хлыпенко на этот счёт написал следующее:
А читатель спокоен! Его вряд ли проведёшь таким «остро-сюжетным» ходом: он уверен, что это не настоящий конфликт, а лёгкое недоразумение. И правда, один из клеветников вскоре раскаивается. Темирбека так же легко, как и сняли, восстанавливают на работе, а потом и повышают в должности. Всё это и есть не что иное, как наглядное подтверждение диалектического взаимодействия характеров и обстоятельств в художественном произведении. Схематизм характеров у Ф. Самохина неизбежно приводит к схематизму обстоятельств — и наоборот.
Внимательный анализ новой повести Ф. Самохина свидетельствует о несомненных творческих исканиях писателя. Он ещё не отрешился от схематизма в изображении характеров. Он не владеет достаточным художественным мастерством. Но он имеет право на признание тех, пусть ещё немногих, творческих удач, отрицать которые было бы несправедливо.
Г. Н. Хлыпенко также обратил внимание на стремление у Ф. Самохина дать описание внешности каждому, даже третьестепенному персонажу, которое, по мнению критика, является однообразным: «Эшим низкого роста, кряжистый, широкоплечий. Глаза маленькие, как два круглых камешка», «Капар низкого роста, кряжистый, широкоплечий. Глаза немного раскосые…». Критик отметил, что «именно об описаниях такого рода Чехов как-то сказал, что она даёт впечатление объяснительных надписей, которые в садах прибиваются к деревьям учёными садовниками и портят пейзажи». Обращаясь к описанию пейзажей в повести, критик обнаружил, что в повести Ф. Самохина «очень много пейзажных зарисовок, но все они — описательны, фотографичны». В них, по его мнению, нет той «характеристичной, едва уловимой связи между явлением природы и настроением, мыслью, переживанием героя».
Однако, критик отметил способность у Ф. Самохина характеризовать человека через принадлежащую ему вещь: «Так, например, нам ничего не известно о предшественнике Темирбека на посту секретаря райкома комсомола, но по одной только его вещи — стакану с цветными остро отточенными карандашами — мы можем заключить, что он был большим любителем кабинетного уединения. Совершенно очевидно, что и на столе у Ахметова не зря стоит массивная, из чёрного мрамора чернильница: это своего рода символ его косности». Насколько важно, чтобы каждая деталь произведения «работала» на характер, можно убедиться, отметил Г. Н. Хлыпенко, на следующем примере из повести — в одном из эпизодов читатель встречается с Капаром Джуматаевым, новым председателем колхоза, в его кабинете. Он, задумавшись, курит, и вкус табака отдаёт «горечью слежавшегося мокрого сена». Оказывается, в колхозе беда: скот отощал, падает, из-за нехватки кормов скармливают прелое сено. Эта незначительная деталь, отметил критик, говорит читателю, чем занят председатель, о чём он беспокоится.
Язык большинства персонажей повести Ф. Самохина, по мнению критика, маловыразителен: «Чтобы явью стал лозунг — догнать и перегнать США по производству мяса, молока и масла — требуется преодолеть не один перевал», говорит один персонаж. «А теперь, по честному, как коммунист, скажи: вёл ты за собой массы?» — спрашивает другой. По мнению критика, эти два образца не имеют никакой разницы между собой: «А между тем первую фразу произносит шофёр, а вторую — секретарь райкома партии». Однако критик обнаружил и «удачные» образцы речевой характеристики персонажей в повести: «Не нравится мне, что нынешние парни не любят полевую пыль. Прислали к нам двух десятиклассников — учи их, бригадир, тракторному ремеслу. Начали с прищепа. Два дня они чхали от пыли, а на третий день чох кончился. Шелкопёры сбежали». Эти слова принадлежат бригадиру Ивану Волкову, человека прямому, энергичному. Деятельный и простой, Волков изъясняется короткими, но ёмкими фразами, которые точно «вписываются» в его характер. Волков всегда остаётся Волковым, спрашивает ли он должностное лицо казённо-ироническим тоном: «По какому вопросу прибыли?» — или, будучи тамадой на свадьбе, подаёт выразительную команду: «Оттыкай пробки!». Г. Н. Хлыпенко в рецензии отметил, что он сожалеет, что «такая выразительная речь слишком редко звучит на страницах повести».
По мнению критика, в издательстве «Кыргызстан», где вышла повесть, дали «явно завышенную оценку языку повести Ф. Самохина», назвав его «ярким» в предпосланном книге кратком предисловии. Критик привёл десятки словесных штампов, которыми пользуется автор: «белые, как кипень, зубы», «бесцветные губы» и тому подобное. Также он привёл десятки неграмотных в стилистическом отношении фраз на подобии такой: «Хотя возчик в годах, а бритва не касалось его, а всё-таки волос была мало». Также критик отметил, что в повести присутствуют орфографические «ляпсусы», «что стыдно станет и редактору повести А. Леднёву»: «шофера» вместо «шофёры», «без патрон» вместо «без патронов» и так далее. Критик напомнил, что в своё время на примере повести «Чолпонбай» Ф. Самохин был подвергнут суровой критике за его манеру нагромождать одну «„образную“ нелепость на другую», но критика не пошла автору впрок, если в рецензируемой повести «он щеголяет такими „образными“ сравнениями»: «Баян вздохнул, приготавливаясь словно к прыжку» или: «Темирбек метался по своей комнате, как беркут, у которого разорили гнездо и похитили птенца». Всё это — «языковые сорняки, которые никак не хотелось бы видеть на страницах художественного произведения», заключил критик.

## История публикации и значение
В 1961 году в журнале «Вопросы литературы» главный редактор журнала «Литературный Киргизстан» Анатолий Сальников сообщил о публикации отрывка повести «Дом моего отца» Ф. Самохина. В 1963 году была выпущена Киргизским государственным издательством. О выходе повести было сообщено в журнале «Дружба народов». В творческой биографии Фёдора Самохина это третья книга о Кыргызстане. Написана она была тогда на современном материале и повествует о людях одного района. Дальнейшее развитие самосознания личности, проникновение в работу и быт прогрессивных начал, борьба против всего косного и отжившего, морально-этические проблемы воспитания молодёжи — далеко не полный, по мнению исследователей, перечень проблем, затрагиваемых в повести. Первый министр культуры Киргизской ССР, восьмой председатель Верховного Совета Киргизской ССР Абдыкаир Казакбаев отнёс повесть «Дом моего отца» Ф. Самохина к произведениям, которые говорят о росте киргизской литературы.